# نادي عمان لكرة اليد (الأردن)
تأسس نادي عمان 1976 وبعد سنه من تاريخ التأسس ححق فريق كرة اليد الدوري الأردني في موسه الثاني 1977 , وبقى نادي عمان مسيطر على كرة اليد الأردنية في تلك الحقبة حتى موسم 1983 شهد اخر بطولة يحرز النادي على مستوى الدوري المحلي الأردني، بعد ذلك أخذ نادي عمان دور المنافس على المراكز واصبح الفريق ينافس على المراكز من الثالث والرابع والخامس، شارك نادي عمان في البطولة العربية الخامسة ابطال الدوري لكرة اليد 1980 البحرين، والبطولة العربية السادسة 1981 التي اقيمت في عمان.
فرق الفئات العمرية في النادي حصلت على لقب الدوري في عدة مناسبات وكذلك يحتوي النادي على فريق للسيدات وهو من الفرق المنافسة في البطولة المحلية.

## سجل البطولات
| الموسم | البطل | عدد القاب النادي | المدرب    | عدد القاب المدرب | موقع النادي |
| ------ | ----- | ---------------- | --------- | ---------------- | ----------- |
| 1977   | عمان  |                  | غير معلوم |                  | عمان        |
| 1977   | عمان  |                  | غير معلوم |                  | عمان        |
| 1978   | عمان  |                  | غير معلوم |                  | عمان        |
| 1980   | عمان  |                  | غير معلوم |                  | عمان        |
| 1981   | عمان  |                  | غير معلوم |                  | عمان        |
| 1982   | عمان  |                  | غير معلوم |                  | عمان        |
| 1983   | عمان  |                  | غير معلوم |                  | عمان        |

| النادي | عدد القاب الفريق | المواسم                                        |
| ------ | ---------------- | ---------------------------------------------- |
| عمان   | 7                | 1977 , 1977 , 1978 , 1980 , 1981 , 1982 , 1983 |

| أيقونة بذرة | هذه بذرة مقالة عن موضوع عن نادي كرة يد أردني بحاجة للتوسيع. فضلًا شارك في تحريرها. |